# Panton Bili (Pandrah)
Panton Bili is een bestuurslaag in het regentschap Bireuen van de provincie Atjeh, Indonesië. Panton Bili telt 196 inwoners (volkstelling 2010).